# Cabildo de Buenos Aires

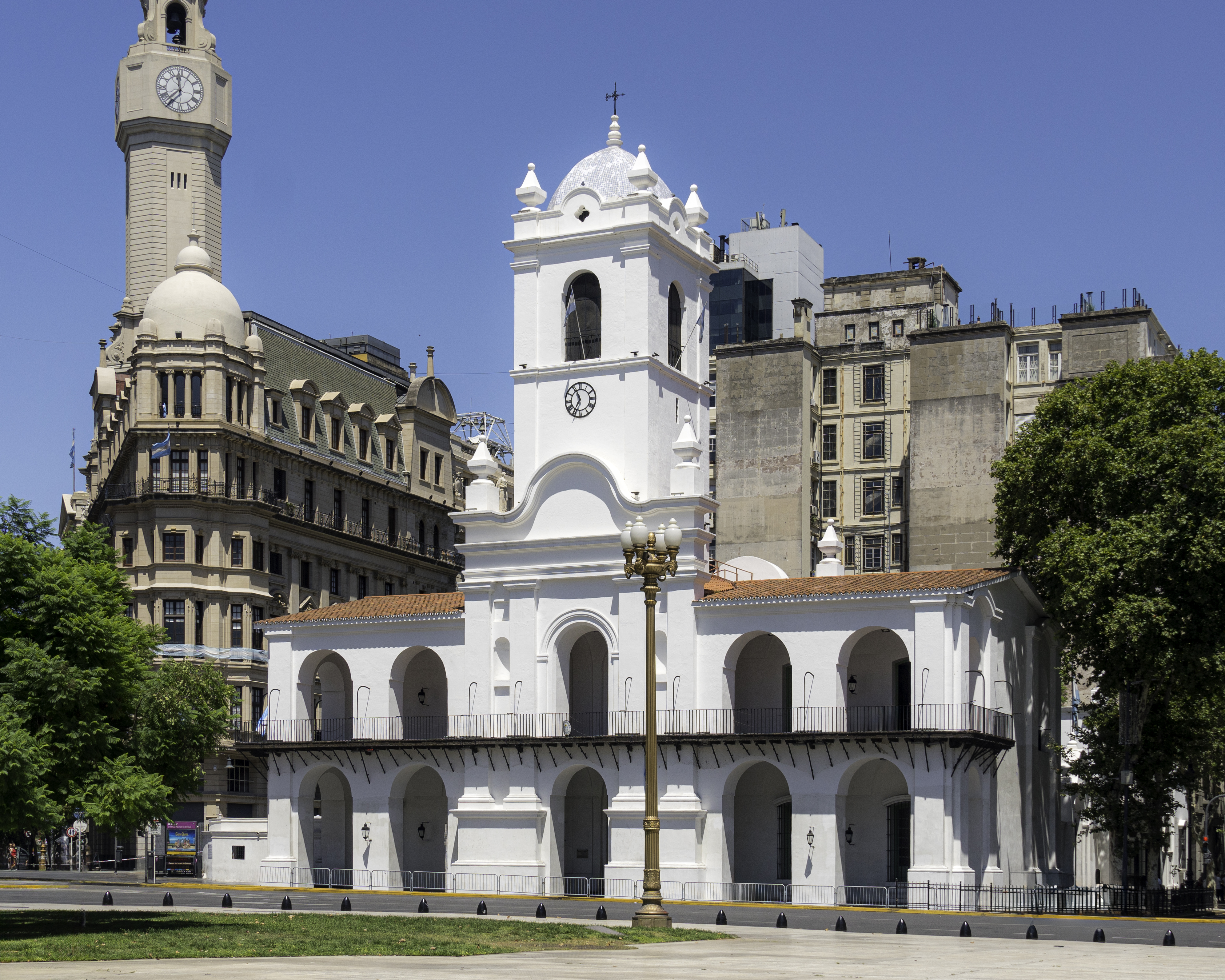
Der Cabildo von Buenos Aires

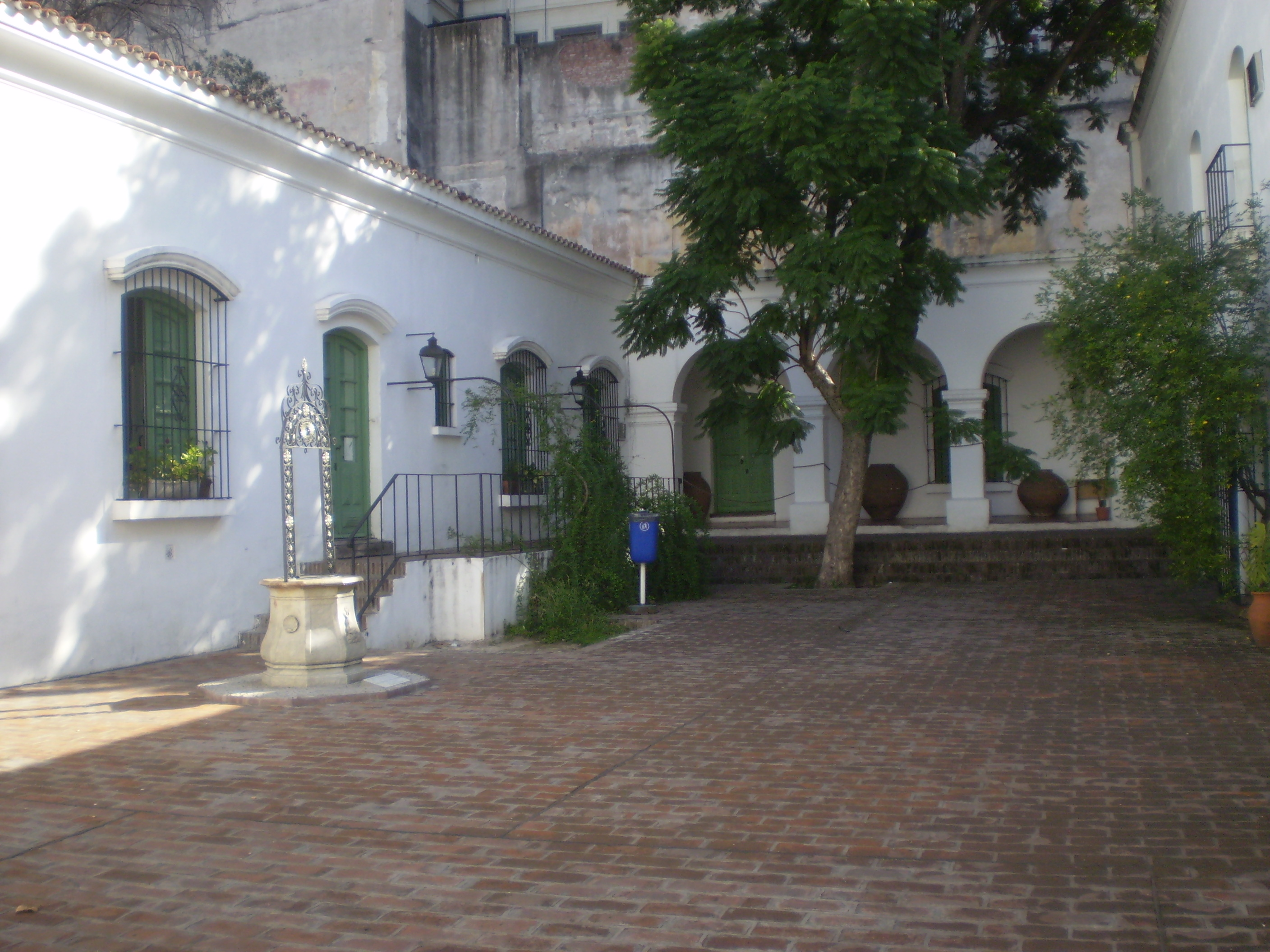
Cabildo y la Revolución de Mayo (Buenos Aires), Patio interior

Der Cabildo de Buenos Aires ist ein offizielles Gebäude, das während des Vizekönigreichs des Río de la Plata als Regierungssitz diente. Es befindet sich in der argentinischen Hauptstadt Buenos Aires. Heute ist das Gebäude ein Museum.

## Geschichte
Der Bürgermeister Manuel de Frías versprach am 3. März 1608 den Bau des Cabildo auf der Plaza de Mayo, da der Regierung der Stadt ein entsprechendes Gebäude fehlte. Der Bau wurde durch Steuereinnahmen vom Hafen finanziert. 1610 wurde es fertiggestellt, aber bald darauf war es bereits zu klein und musste erweitert werden. 
Schon 1682 war das Gebäude, aufgrund der mangelnden Bauunterhaltung, beinahe eine Ruine und ein Neubau mit zwei Etagen und einer Breite von elf Bögen wurde geplant. Die Bauarbeiten fingen jedoch erst am 23. Juli 1725 an, wurden 1728 ausgesetzt und erst 1731 wieder aufgenommen. Kurz danach wurden die Arbeiten wegen Geldmangels wieder verzögert. Der Turm des neuen Cabildos wurde 1764 vollendet, der Rest war noch nicht einmal zur Mai-Revolution 1810 fertig.

Standarte des 71. Highlanders Regiments der britischen Armee, 1806 während der ersten englischen Invasion erobert, als Kriegsbeute öffentlich ausgestellt im Nationalmuseum des Cabildo und der Mai-Revolution in Buenos Aires.

1880 erhöhte der Architekt Pedro Benoit den Turm um zehn Meter und konstruierte eine Kuppel, die mit glasierten Ziegeln, statt der traditionellen roten Ziegel, gedeckt war. Der Turm und die drei nördlichsten Bögen des Hauptgebäudes wurden neun Jahre später abgerissen, um Platz zu schaffen für die Avenida de Mayo. 1931 wurden noch die drei südlichsten Bögen für die Anlage der Avenida Julio A. Roca abgerissen, so dass nur noch fünf der ursprünglich elf Bögen übrig blieben. 
1940 rekonstruierte der Architekt Mario Buschiazzo den Originalzustand des Cabildo anhand alter Baupläne. Der Turm, die roten Dachziegel, die Eisengitter vor den Fenstern und die hölzernen Fensterrahmen und Türen wurden wiederhergestellt.

## Nationalmuseum Cabildo
Zurzeit beherbergt der Cabildo das Museo Nacional del Cabildo y la Revolución de Mayo (Nationalmuseum des Cabildo und der Mai-Revolution), in dem Gemälde, Artefakte, Kleidung und Schmuck aus dem 18. Jahrhundert ausgestellt werden. Im Innenhof des Cabildo ist noch der Originalbrunnen von 1835 zu sehen.